# Baupte
Baupte är en kommun i departementet Manche i regionen Normandie i norra Frankrike. Kommunen ligger i kantonen Périers som tillhör arrondissementet Coutances. År 2022 hade Baupte 428 invånare.

## Befolkningsutveckling
Antalet invånare i kommunen Baupte
| Referens: INSEE |